# Colpix Records
Colpix Records es una compañía discográfica estadounidense fundada por Jonie Taps y Harry Cohn en 1958.

## Historia
Colpix Records fue la primera compañía de grabación de Columbia Pictures-Screen Gems. Colpix obtuvo su nombre al combinar Columbia (Col) y Pictures (Pix). Fue fundada por Jonie Taps y Harry Cohn en 1958, estableciendo su sede en la ciudad de Nueva York. Paul Wexler encabezó la etiqueta. Stu Phillips estaba a cargo de A & R. Lester Sill más tarde dirigió la compañía, después de romper con su socio en Philles Records, Phil Spector.
Entre los artistas del sello figuraron Lou Christie, James Darren, Paul Petersen, Shelley Fabares (los dos últimos también coprotagonistas de The Donna Reed Show), Freddie Scott y The Marcels. Dos de los éxitos número uno más conocidos de la etiqueta en los Billboard Hot 100 Singles Charts fueron "Blue Moon" por The Marcels en la primavera de 1961 (también número uno en el Reino Unido, donde Colpix obtuvo su licencia para Pye International),  y "Johnny Angel" de Shelley Fabares en la primavera de 1962. Bernadette Castro también grabó para la etiqueta, "Deshágase de él" / "Una niña en el amor perdona" y "Sus labios se meten en el camino" / "Sportscar Sally". La cantante Jo Ann Greer, que apodó a varias de las actrices de Columbia Pictures, grabó dos álbumes con el director musical del estudio, Morris Stoloff: Soundtracks, Voices and Themes y The Naked City, un original de cine negro que también contó con el sello James Darren.
Colpix lanzó dos álbumes standup de Woody Allen (incluidos dos minutos de pantomima, todo lo que el oyente escucha es silencio, risas, silencio), y también lanzó un álbum de la banda sonora de los dibujos animados de Hanna-Barbera. Incluía pistas de diálogo reales de Huckleberry Hound, Yogi Bear, y Pixie y Dixie, y la grabación fue narrada por Daws Butler, hablando con la voz de Huckleberry Hound.
A raíz del asesinato del presidente Kennedy el 22 de noviembre de 1963, se lanzaron numerosos álbumes tributo al año siguiente. La contribución de Colpix, en asociación con United Press International, fue Four Days That Shocked The World, incluida la cobertura de radio de la llegada del Presidente al Dallas Love Field, el momento del tiroteo en Dealey Plaza y el asesinato de Lee Harvey Oswald dos días después. El álbum fue lanzado en una portada doble e incluía un folleto con el relato del asesinato de Merriman Smith, periodista de UPI.
El sello discográfico fue cerrado en 1966 y fue reemplazado rápidamente por Colgems Records, que se utilizó principalmente para lanzamientos de The Monkees durante sus cuatro años de existencia. Antes de su participación con The Monkees, Davy Jones y Michael Nesmith (bajo el seudónimo de Michael Blessing) habían firmado con Colpix Records como solistas.
Colpix fue la primera gran etiqueta para la cantante y pianista Nina Simone, después de haber hecho su debut en Bethlehem Records. Grabó álbumes para la etiqueta desde 1959 (The Amazing Nina Simone) hasta 1964 (Folksy Nina). En 1966 lanzaron, cuando Simone ya estaba fichada por Philips Records y sin el conocimiento de la artista, Nina Simone with Strings, un álbum compuesto de sobrantes de anteriores sesiones de grabación al que se añadieron arreglos de cuerdas para hacerlo más comercial.
Rhino Records publicó una compilación de disco compacto doble, The Colpix-Dimension Story, en 1994, que también incluía selecciones de Dimension Records, una etiqueta relacionada.